# Sliver (singel)
Sliver – singel grunge'owego zespołu Nirvana. Tekst utworu i muzykę napisał Kurt Cobain. Do singla został nakręcony teledysk, w którym wystąpiła córka Cobaina, Frances Bean Cobain. Jest to jedyne nagranie Nirvany, w którym na perkusji zagrał Dan Peters.

## Lista utworów
1. „Sliver” (Cobain)
2. „Dive” (Cobain, Novoselic)
3. „About a Girl” (live)
4. „Spank Thru” (live)

## Miejsce na listach przebojów
| Rok  | Single | Lista                        | Pozycja |
| ---- | ------ | ---------------------------- | ------- |
| 1993 | Sliver | Modern Rock Tracks (US)      | No. 19  |
| 1992 | Sliver | Official Irish Singles Chart | No. 23  |
| 1991 | Sliver | UK Singles Chart             | No. 90  |

## Inne wersje
- Utwór znalazł się na singlu wydanym w 1990 roku na stronie A wraz z utworem "Dive".
- Utwór znalazł się na albumie Incesticide.
- Na stronie B singla "In Bloom" w wersji koncertowej.
- Znalazł się również na edycji DVD albumu Live! Tonight! Sold Out!!
- W wersji koncertowej na albumie From the Muddy Banks of the Wishkah
- Utwór został umieszczony na albumie z największymi przebojami grupy, Nirvana
- Jest też w zestawie With the Lights Out, wykonywany solo przez Cobaina.

## Wyróżnienia
- Magazyn NME umieścił "Sliver" na #6 miejscu wśród 20 najlepszych utworów Nirvany "(Top 20 Nirvana Songs)" (2004)
- Magazyn Q umieścił "Sliver" na #4 miejscu wśród 10 najlepszych utworów Nirvany "(10 Greatest Nirvana Songs Ever)" (2004).